# Abisara fyllaria
Abisara fyllaria är en fjärilsart som beskrevs av Hans Fruhstorfer 1914. Abisara fyllaria ingår i släktet Abisara och familjen Riodinidae. Inga underarter finns listade i Catalogue of Life.